# Давід Родман
Давід Родман (словен. David Rodman; народився 10 вересня 1983 у м. Єсениці, Югославія) — словенський хокеїст, правий нападник, згодом тренер.
Вихованець хокейної школи ХК «Єсеніце». Виступав за ХК «Кранська Гора», «Валь-д'Ор Форерс» (QMJHL), ХК «Лінц», ХК «Єсеніце», «Відень Кепіталс», ІК Оскарсгамн, «Бітіггайм Стілерс», «Дрезден Айс Лайонс», Гренобль, ДВТК «Єгешмедвек».
У складі національної збірної Словенії учасник чемпіонатів світу 2005, 2006, 2007 (дивізіон I), 2008, 2009 (дивізіон I), 2010 (дивізіон I) і 2011. У складі молодіжної збірної Словенії учасник чемпіонатів світу 2001 (дивізіон II), 2002 (дивізіон I) і 2003 (дивізіон I). У складі юніорської збірної Словенії учасник чемпіонатів світу 2000 (дивізіон I) і 2001 (дивізіон II).
Чемпіон Словенії (2005, 2006, 2009).
Брат: Марцел Родман.